# 谷口正子
谷口 正子（たにぐち まさこ、1931年 - ）は、フランス文学者、仏教研究家。専門はフランスの近代象徴詩。カトリック信者である。
1963年、早稲田大学大学院博士課程単位取得退学。1978年、パリ・ソルボンヌ大学で博士号取得（フランス文学）。東洋女子短期大学教授、共立女子大学国際文化学部教授。2001年、同大学退職。在職中に佛教大学文学部仏教学科通信教育部に入学し、2003年に卒業した。東西宗教交流学会会員。『同時代』同人。

## 著書
- 『子どもが花開くとき』女子パウロ会、1987年6月
- 『ポエティック探索 ピエール・ジャン・ジューヴの小説と詩』国文社、1998年2月
- 『フランス詩の森 神を探した詩人たち』国書刊行会、1999年7月
- 『パリから見たニューヨーク 1987～1989』舷燈社、2001年3月
- 『仏教とキリスト教の中の「人間」『歎異抄』・宮澤賢治・石牟礼道子ほか』国文社、2007年9月
- 『雪山童子 おとうとに』舷燈社、2007年10月

## 翻訳
- 山口三夫共訳『果てしなき愛の瞬間 マルローへの恋に生きた女 シュザンヌ・シャンタル』読売新聞社、1977年-1978年
- 谷口侑共訳・ジャンヌ・コルドリエ著『夜よ、さようなら パリ娼婦の自伝』読売新聞社、1979年-1985年
- 『女銀行家 ジョルジュ・コンション、ジャン・ノリ、エリク・シャネル』読売新聞社、1981年11月
- アントニー・デ・メロ『小鳥の歌 東洋の愛と知恵』女子パウロ会、1985年1月（のちサンマーク文庫）
- ピエール・ジャン・ジューヴ『夢とエロスの構造』国文社、1990年1月
- ピエール・ジャン・ジューヴ『オードその他』書肆山田、1992年4月
- 谷口侑共訳・トム・ビショップ著『ニューヨークのフランス知識人たち』読売新聞社、1992年12月
- クリスティアーヌ・ブロ=ラバレール編『マルグリット・デュラス』国文社、1996年4月
- 『外部の世界 アウトサイド2 マルグリット・デュラス』国文社、2003年7月